# Herreros de Suso
Herreros de Suso – gmina w Hiszpanii, w prowincji Ávila, w Kastylii i León, o powierzchni 21,53 km². W 2011 roku gmina liczyła 164 mieszkańców.